# Масленников Георгій Іванович
Георгій Іванович Масленников (6 травня 1909, місто Ставрополь, тепер Ставропольського краю, Російська Федерація — 21 листопада 1999, місто Москва, тепер Російська Федерація) — радянський партійний діяч, 1-й секретар Якутського обласного комітету ВКП(б). Депутат Верховної ради СРСР 2-го скликання.

## Біографія
Народився в родині візника. У 1918 році закінчив школу 1-го ступеня в місті Ставрополі. З липня 1918 до травня 1920 року проживав на утриманні батьків. У травні 1920 — листопаді 1921 року — учень слюсаря ремонтних майстерень автомобільного загону транспортної спілки в Ставрополі.
У листопаді 1921 — вересні 1924 року — чорнороб будівельної контори Ставропольської Спілки будівельників. У 1924 році вступив до комсомолу.
У вересні 1924 — жовтні 1925 року — чорнороб контори геодезії Ставропольського окружного земельного управління.
У жовтні 1925 — жовтні 1927 року — чорнороб ковальського цеху Ставропольської фабрики селянських ходів (возів) імені Фрунзе.
У жовтні 1927 — січні 1928 року — курсант навчального дивізіону 1-го артилерійського полку РСЧА. У січні 1928 — вересні 1929 року — помічник командира взводу артилерійського полку 1-й стрілецької Кавказької дивізії РСЧА в місті Кутаїсі.
Член ВКП(б) з березня 1929 року.
У вересні 1929 — вересні 1930 року — сокирник пожежної команди в місті Ставрополі.
У вересні 1930 — вересні 1933 року — студент Північнокавказького індустріального технікуму в місті Ростові-на-Дону, технік-механік ковальсько-пресової справи.
У вересні 1933 — липні 1934 року — конструктор із штампів ковальського цеху, в липні 1934 — грудні 1937 року — начальник заготівельного відділення, в грудні 1937 — травні 1938 року — секретар партійного комітету ковальського цеху Сталінградського тракторного заводу.
У травні — серпні 1938 року — 1-й секретар Тракторозаводського районного комітету ВКП(б) міста Сталінграда.
У серпні — листопаді 1938 року — завідувач відділу керівних партійних органів Сталінградського обласного комітету ВКП(б).
У листопаді 1938 — лютому 1939 року — 3-й секретар Сталінградського обласного комітету ВКП(б).
У лютому 1939 — березні 1940 року — 2-й секретар Сталінградського обласного комітету ВКП(б).
У березні 1940 — лютому 1943 року — 2-й секретар Приморського крайового комітету ВКП(б).
З лютого до липня 1943 року — відповідальний організатор Управління кадрів ЦК ВКП(б) у Москві.
У серпні 1943 — грудні 1946 року — 1-й секретар Якутського обласного комітету ВКП(б). Одночасно з серпня 1943 до грудня 1946 року — 1-й секретар Якутського міського комітету ВКП(б).
У грудні 1946 — липні 1949 року — слухач Вищої партійної школи при ЦК ВКП(б) у Москві.
У вересні 1949 — липні 1953 року — заступник уповноваженого ЦК ВКП(б) (КПРС) із кадрів Міністерства м'ясної і молочної промисловості СРСР.
З липня 1953 до 1956 року — інспектор Президії Верховної ради СРСР.
У 1956—1959 роках — завідувач Секретаріату Комісії із закордонних справ, помічник голови Ради національностей Верховної ради СРСР. У 1959—1961 роках — старший референт Секретаріату постійних комісій Ради національностей Верховної ради СРСР.
У 1961—1965 роках — старший референт з кадрів Секретаріату Верховної ради СРСР. У 1965—1978 роках — завідувач сектора з кадрів Секретаріату Верховної ради СРСР.
З червня 1978 року — на пенсії в Москві.
З 1980 року — заступник секретаря, з жовтня 1981 до вересня 1984 року — секретар партійного бюро домогосподарства № 19 в Ленінському районі Москви.
З вересня 1984 року — персональний пенсіонер у місті Москві.
Помер 21 листопада 1999 року. Похований на Кунцевському цвинтарі Москви.

## Нагороди
- орден Вітчизняної війни ІІ ст.
- орден Трудового Червоного Прапора
- медалі